# تتاو
تتاو (به آلمانی: Tettau) یک شهر در آلمان است که در کروناخ واقع شده‌است.